# 니벨룽겐의 반지 (드라마)
《니벨룽켄의 반지》(영어: Ring of the Nibelungs, 독일어: Die Nibelungen)는 2004년 11월에 방영된 독일 Sat.1 2부작 드라마이다.

## 방송 시간
| 방송 채널 | 방송 기간                   | 방송 시간                      |
| --------- | --------------------------- | ------------------------------ |
| KBS 2TV   | 2005년 11월 27일 ~ 12월 4일 | 일요일 밤 11:15 ~ 12:55(100분) |

## 한국판 성우진(KBS)
- 김승준 - 에릭/지그프리드(벤노 퓌만)
- 주유랑 - 크림힐트(알리시아 위트)
- 이선 - 브룬힐트(크리스타나 로컨)
- 최흘 - 아이빈트(막스 폰 시도우)
- 강구한 - 하켄(줄리안 샌즈)
- 김관진 - 군터 왕(사무엘 웨스트)
- 안용욱 - 기슬러(로버트 패틴슨)
- 이종구 - 알베리히(숀 힉스)
- 이선영 - 텔베라(알레타 베주이덴호우트)
- 김정호 - 톨킨(괴츠 오토) / 니벨룽겐족의 조상(리처드 파머)
- 김익태 - 당크바르트(딘 슬레이터)
- 이규석 - 토르길트(랄프 묄러) / 지그프리드의 아버지(레오나르드 모스)